# 다카라즈카 가극단 83기생
다카라즈카 가극단 83기생은 1995년에 다카라즈카 음악학교에 입학, 1997년에 다카라즈카 가극단에 입단한 40명을 가리킨다.

## 개요
초무대 연목은 타카네 후부키 퇴단공연 유키구미 「가면의 로마네스크／골덴 데이즈」이다.
2013년 유우미 히로가 퇴단함에 따라, 83기생 전원 퇴단하였다.
| 신인공연      | 바우홀        | 동상공연      | 에트와르      |
| ------------- | ------------- | ------------- | ------------- |
| 아이네 하레이 | 아이네 하레이 | 아이네 하레이 | 아이네 하레이 |
| 유우미 히로   | 유우미 히로   | 유우미 히로   | 아야노 카나미 |
| 아야노 카나미 | 아야노 카나미 | 아야노 카나미 | 아마세 이즈루 |
| 코토 마리에   | 아마세 이즈루 | 아마세 이즈루 | 코토 마리에   |
| 시죠 루이     | 코토 마리에   | 코토 마리에   | 시죠 루이     |
|               | 시죠 루이     | 시죠 루이     |               |

## 주요 학생

### OG
- 아야노 카나미 : 전 츠키구미 톱여역
- 시죠 루이 : 전 소라구미 톱여역
- 아이네 하레이 : 전 하나구미 남역
- 유우미 히로 : 전 소라구미 남역
- 코토 마리에 : 전 호시구미 여역

## 일람
| 예명            | 생일      | 출신지                      | 출신 학교                       | 예명의 유래                     | 애칭                   | 역할 | 퇴단년도 | 비고                        |
| --------------- | --------- | --------------------------- | ------------------------------- | ------------------------------- | ---------------------- | ---- | -------- | --------------------------- |
| 天勢いづる      | 9월 19일  | 효고현 다카라즈카시         | 유리가쿠인고등학교              |                                 | 아마세치, 치아키       | 남역 | 2009년   | 후에 여역 전환              |
| 아마세 이즈루   | 9월 19일  | 효고현 다카라즈카시         | 유리가쿠인고등학교              |                                 | 아마세치, 치아키       | 남역 | 2009년   | 후에 여역 전환              |
| 彩乃かなみ      | 8월 7일   | 군마현 마에바시시           | 군마현립 마에바시여자고등학교   |                                 | 미호코, 카나미         | 여역 | 2008년   |                             |
| 아야노 카나미   | 8월 7일   | 군마현 마에바시시           | 군마현립 마에바시여자고등학교   |                                 | 미호코, 카나미         | 여역 | 2008년   |                             |
| 澪うらら        | 5월 14일  | 효고현 니시노미야시         | 효고현립 니시노미야코잔고등학교 |                                 | 우란                   | 여역 | 2005년   |                             |
| 미오 우라라     | 5월 14일  | 효고현 니시노미야시         | 효고현립 니시노미야코잔고등학교 |                                 | 우란                   | 여역 | 2005년   |                             |
| 紫城るい        | 8월 23일  | 아이치현 나고야시           | 메이토고등학교                  | 좋아하는 색과 나고야성          | 히토미, 루이           | 남역 | 2007년   | 후에 여역 전환              |
| 시죠 루이       | 8월 23일  | 아이치현 나고야시           | 메이토고등학교                  | 좋아하는 색과 나고야성          | 히토미, 루이           | 남역 | 2007년   | 후에 여역 전환              |
| 湖泉きらら      | 11월 16일 | 도쿄도 신주쿠구             | 카와무라가쿠엔                  | 존경하는 상급생에게 한글자 받음 | 아사미, 키라라         | 여역 | 2000년   |                             |
| 코이즈미 키라라 | 11월 16일 | 도쿄도 신주쿠구             | 카와무라가쿠엔                  | 존경하는 상급생에게 한글자 받음 | 아사미, 키라라         | 여역 | 2000년   |                             |
| 愛音羽麗        | 5월 24일  | 오사카부 토요나카시         | 오사카부립 쇼지고등학교         | 사랑을 연주하는 천사를 이미지화 | 미왓치, 미와           | 남역 | 2012년   |                             |
| 아이네 하레이   | 5월 24일  | 오사카부 토요나카시         | 오사카부립 쇼지고등학교         | 사랑을 연주하는 천사를 이미지화 | 미왓치, 미와           | 남역 | 2012년   |                             |
| 拓麻早希        | 11월 16일 | 오사카부 오사카시           | 오사카신아이죠가쿠인중학교      |                                 | 미사코                 | 남역 | 2002년   |                             |
| 타쿠마 사키     | 11월 16일 | 오사카부 오사카시           | 오사카신아이죠가쿠인중학교      |                                 | 미사코                 | 남역 | 2002년   |                             |
| 朝菜いるみ      | 6월 10일  | 아이치현 카리야시           | 나고야단기대학부속고등학교      |                                 | 이루미                 | 여역 | 2003년   |                             |
| 아사나 이루미   | 6월 10일  | 아이치현 카리야시           | 나고야단기대학부속고등학교      |                                 | 이루미                 | 여역 | 2003년   |                             |
| 涼葉らんの      | 4월 14일  | 효고현 다카라즈카시         | 바이카가쿠엔고등학교            |                                 | 타아, 란노             | 여역 | 2006년   |                             |
| 스즈하 란노     | 4월 14일  | 효고현 다카라즈카시         | 바이카가쿠엔고등학교            |                                 | 타아, 란노             | 여역 | 2006년   |                             |
| 天羽珠紀        | 2월 16일  | 효고현 다카라즈카시         | 무코가와가쿠인                  | 하늘에 비상하듯이               | 타마, 타마키           | 남역 | 2011년   |                             |
| 아모우 타마키   | 2월 16일  | 효고현 다카라즈카시         | 무코가와가쿠인                  | 하늘에 비상하듯이               | 타마, 타마키           | 남역 | 2011년   |                             |
| 夏芽凛          | 5월 2일   | 교토부 교토시               | 노트르담죠가쿠인고등학교        |                                 | 린, 나오               | 남역 | 2004년   |                             |
| 나츠메 린       | 5월 2일   | 교토부 교토시               | 노트르담죠가쿠인고등학교        |                                 | 린, 나오               | 남역 | 2004년   |                             |
| 花綺ゆいな      | 10월 4일  | 오사카부 토요나카시         | 센신고등학교                    | 예쁜 꽃을 이미지화              | 케이코                 | 여역 | 2005년   |                             |
| 하나키 유이나   | 10월 4일  | 오사카부 토요나카시         | 센신고등학교                    | 예쁜 꽃을 이미지화              | 케이코                 | 여역 | 2005년   |                             |
| 琴まりえ        | 11월 14일 | 효고현 고베시               | 고베노다고등학교                |                                 | 코토코토, 유우코       | 여역 | 2010년   |                             |
| 코토 마리에     | 11월 14일 | 효고현 고베시               | 고베노다고등학교                |                                 | 코토코토, 유우코       | 여역 | 2010년   |                             |
| 陽色萌          | 8월 4일   | 사이타마현 히가시마츠야마시 | 토호음악대학부속제2고등학교     | 태양처럼 밝고 빛나기를          | 야츠카                 | 여역 | 2003년   |                             |
| 히이로 모에     | 8월 4일   | 사이타마현 히가시마츠야마시 | 토호음악대학부속제2고등학교     | 태양처럼 밝고 빛나기를          | 야츠카                 | 여역 | 2003년   |                             |
| 悠未ひろ        | 11월 5일  | 도쿄도 분쿄구               | 쥬몬지가쿠엔                    |                                 | 토모, 토모칭           | 남역 | 2013년   |                             |
| 유우미 히로     | 11월 5일  | 도쿄도 분쿄구               | 쥬몬지가쿠엔                    |                                 | 토모, 토모칭           | 남역 | 2013년   |                             |
| 祐穂さとる      | 7월 26일  | 사이타마현 사이타마시       | 도쿄가정대학부속고등학교        |                                 | 치호, 사토루, 폿토     | 남역 | 2008년   |                             |
| 유우호 사토루   | 7월 26일  | 사이타마현 사이타마시       | 도쿄가정대학부속고등학교        |                                 | 치호, 사토루, 폿토     | 남역 | 2008년   |                             |
| 眞宮由妃        | 11월 20일 | 도쿄도 마치다시             | 도쿄도립 마치다고등학교         |                                 | 미오                   | 여역 | 2001년   |                             |
| 마미야 유키     | 11월 20일 | 도쿄도 마치다시             | 도쿄도립 마치다고등학교         |                                 | 미오                   | 여역 | 2001년   |                             |
| 水野ちはる      | 9월 30일  | 도쿄도 마치다시             | 쇼난시라유리가쿠엔고등학교      |                                 | 치하루, 미카           | 여역 | 2000년   |                             |
| 미즈노 치하루   | 9월 30일  | 도쿄도 마치다시             | 쇼난시라유리가쿠엔고등학교      |                                 | 치하루, 미카           | 여역 | 2000년   |                             |
| 宝珠小夏        | 8월 28일  | 도쿄도 세타가야구           | 도쿄죠가쿠칸                    |                                 | 코나츠                 | 여역 | 2001년   | 남편 라쿠고가 슌푸테이 쇼타 |
| 호쥬 코나츠     | 8월 28일  | 도쿄도 세타가야구           | 도쿄죠가쿠칸                    |                                 | 코나츠                 | 여역 | 2001년   | 남편 라쿠고가 슌푸테이 쇼타 |
| 白河るり        | 7월 6일   | 카나가와현 에비나시         | 토키와마츠가쿠엔                |                                 | 에리사, 팟쨩           | 여역 | 2005년   |                             |
| 시라카와 루리   | 7월 6일   | 카나가와현 에비나시         | 토키와마츠가쿠엔                |                                 | 에리사, 팟쨩           | 여역 | 2005년   |                             |
| 聖れい          | 6월 25일  | 도쿄도 하무라시             | 도쿄도립 타치카와고등학교       | 성서                            | 세이, 히지링, 마키     | 남역 | 2005년   |                             |
| 히지리 레이     | 6월 25일  | 도쿄도 하무라시             | 도쿄도립 타치카와고등학교       | 성서                            | 세이, 히지링, 마키     | 남역 | 2005년   |                             |
| 牧勢海          | 2월 24일  | 오사카부 오사카시           | 오사카테즈카야마가쿠인          |                                 | 유키, 카리메로, 유키P  | 남역 | 2003년   |                             |
| 마키세 카이     | 2월 24일  | 오사카부 오사카시           | 오사카테즈카야마가쿠인          |                                 | 유키, 카리메로, 유키P  | 남역 | 2003년   |                             |
| 宝生ルミ        | 7월 3일   | 카나가와현 요코하마시       | 키요미즈죠가쿠인                |                                 | 이즈미, 마챠미, 이즈밍 | 여역 | 2007년   |                             |
| 호죠 루미       | 7월 3일   | 카나가와현 요코하마시       | 키요미즈죠가쿠인                |                                 | 이즈미, 마챠미, 이즈밍 | 여역 | 2007년   |                             |
| 水月舞          | 1월 6일   | 도쿄도                      | 호리코시가쿠엔                  |                                 | 마사                   | 여역 | 2005년   |                             |
| 미즈키 마이     | 1월 6일   | 도쿄도                      | 호리코시가쿠엔                  |                                 | 마사                   | 여역 | 2005년   |                             |
| 夏大海          | 7월 20일  | 카나가와현 요코하마시       | 키타카마쿠라죠시가쿠엔고등학교  | 생일이 바다의 날                | 치에                   | 남역 | 2008년   |                             |
| 나츠 히로미     | 7월 20일  | 카나가와현 요코하마시       | 키타카마쿠라죠시가쿠엔고등학교  | 생일이 바다의 날                | 치에                   | 남역 | 2008년   |                             |
| 玲有希          | 4월 12일  | 효고현 다카라즈카시         | 유리가쿠인                      |                                 | 노무, 아리사, 포코쨩   | 남역 | 2002년   |                             |
| 레이 유우키     | 4월 12일  | 효고현 다카라즈카시         | 유리가쿠인                      |                                 | 노무, 아리사, 포코쨩   | 남역 | 2002년   |                             |
| 月城美咲        | 3월 5일   | 미야자키현 미야자키시       | 미야자키여자고등학교            |                                 | 하루카                 | 여역 | 2006년   |                             |
| 츠키시로 미사키 | 3월 5일   | 미야자키현 미야자키시       | 미야자키여자고등학교            |                                 | 하루카                 | 여역 | 2006년   |                             |
| 千咲毬愛        | 10월 18일 | 나가사키현 나가사키시       | 쥰신여자고등학교                |                                 | 마리아                 | 여역 | 2002년   |                             |
| 치사키 마리아   | 10월 18일 | 나가사키현 나가사키시       | 쥰신여자고등학교                |                                 | 마리아                 | 여역 | 2002년   |                             |
| 珠洲春希        | 2월 21일  | 후쿠이현 후쿠이시           | 후쿠이현립 우스이고등학교       |                                 | 콧시-, 토모에          | 남역 | 2011년   |                             |
| 스즈 하루키     | 2월 21일  | 후쿠이현 후쿠이시           | 후쿠이현립 우스이고등학교       |                                 | 콧시-, 토모에          | 남역 | 2011년   |                             |
| 彩音瑛花        | 10월 9일  | 오사카부 카도마시           | 성모여자학원고등학교            |                                 | 마오리, 마오쨩         | 여역 | 1999년   |                             |
| 아야네 에이카   | 10월 9일  | 오사카부 카도마시           | 성모여자학원고등학교            |                                 | 마오리, 마오쨩         | 여역 | 1999년   |                             |
| 貴水りょう      | 2월 28일  | 도쿄도 세타가야구           | 덴엔쵸후후타바고등학교          |                                 | 레이나                 | 남역 | 1999년   |                             |
| 타카미 료       | 2월 28일  | 도쿄도 세타가야구           | 덴엔쵸후후타바고등학교          |                                 | 레이나                 | 남역 | 1999년   |                             |
| 紫万新          | 10월 5일  | 나라현                      | 나라현립 이코마고등학교         |                                 | 쿄코                   | 남역 | 2006년   |                             |
| 시마 아라타     | 10월 5일  | 나라현                      | 나라현립 이코마고등학교         |                                 | 쿄코                   | 남역 | 2006년   |                             |
| 葉音りの        | 4월 20일  | 효고현 고베시               | 효고현립 미카게고등학교         | 葉音(하오토)= 마음이라는 의미   | 리노, 유카             | 여역 | 2004년   |                             |
| 하오토 리노     | 4월 20일  | 효고현 고베시               | 효고현립 미카게고등학교         | 葉音(하오토)= 마음이라는 의미   | 리노, 유카             | 여역 | 2004년   |                             |
| 風雅湊          | 1월 18일  | 오사카부 카와치나가노시     | 오사카부립 나가노고등학교       | 음악                            | 웃쨩, 소노코           | 남역 | 2007년   |                             |
| 후우가 미나토   | 1월 18일  | 오사카부 카와치나가노시     | 오사카부립 나가노고등학교       | 음악                            | 웃쨩, 소노코           | 남역 | 2007년   |                             |
| 真汐薪          | 9월 5일   | 도쿄도                      | 후지세이신죠시가쿠인            |                                 | 신, 미토               | 남역 | 2005년   |                             |
| 마시오 신       | 9월 5일   | 도쿄도                      | 후지세이신죠시가쿠인            |                                 | 신, 미토               | 남역 | 2005년   |                             |
| 美舟星河        | 1월 24일  | 카나가와현 요코하마시       | 도쿄죠가쿠칸                    |                                 | 토시로, 미호           | 남역 | 2000년   |                             |
| 미후네 세이카   | 1월 24일  | 카나가와현 요코하마시       | 도쿄죠가쿠칸                    |                                 | 토시로, 미호           | 남역 | 2000년   |                             |
| 安城志紀        | 11월 4일  | 교토부 아야베시             | 후쿠치야마슈쿠토쿠고등학교      |                                 | 시키코, 싯키-, 시키피- | 남역 | 2005년   |                             |
| 안죠 시키       | 11월 4일  | 교토부 아야베시             | 후쿠치야마슈쿠토쿠고등학교      |                                 | 시키코, 싯키-, 시키피- | 남역 | 2005년   |                             |
| 蓮城ルナ        | 10월 26일 | 도쿄도 미나토구             | 슈쿠토쿠가쿠엔고등학교          |                                 | 사라사                 | 남역 | 2000년   |                             |
| 렌죠 루나       | 10월 26일 | 도쿄도 미나토구             | 슈쿠토쿠가쿠엔고등학교          |                                 | 사라사                 | 남역 | 2000년   |                             |
| 萌希彩人        | 12월 7일  | 도쿄도                      | 쇼와여자대학부속 쇼와고등학교   |                                 | 아야, 아야토           | 남역 | 2006년   |                             |
| 모에키 아야토   | 12월 7일  | 도쿄도                      | 쇼와여자대학부속 쇼와고등학교   |                                 | 아야, 아야토           | 남역 | 2006년   |                             |
| 巽希和          | 5월 22일  | 히로시마현 후카야스군       | 히로시마현립 다이몬고등학교     |                                 | 타츠미, 히토미         | 남역 | 2004년   |                             |
| 타츠미 키와     | 5월 22일  | 히로시마현 후카야스군       | 히로시마현립 다이몬고등학교     |                                 | 타츠미, 히토미         | 남역 | 2004년   |                             |